# Otoglossa
Otoglossa is een geslacht van kevers uit de familie van de loopkevers (Carabidae). De wetenschappelijke naam van het geslacht is voor het eerst geldig gepubliceerd in 1872 door Chaudoir.

## Soorten
Het geslacht Otoglossa omvat de volgende soorten:
- Otoglossa nevermanni (Liebke, 1927)
- Otoglossa subviolacea Mateu, 1961
- Otoglossa tuberculosa Chaudoir, 1872